# Benton City (Washington)
Benton City az egyesült államokbeli Washington állam Benton megyéjének egy városa. Lakossága 2010-ben 3 308 fő volt.
A Benton City–Kiona híd 2002 óta szerepel a történelmi helyek jegyzékében.

## Története
Az Oregon–Washington Railroad and Navigation Company egy Kionán áthaladó vonalat tervezett, ezért az F. L. Pitman vasútmérnök által a David és Ellen McAlpintól vásárolt területen 1909-ben vasútállomás épült. A település fontos vasúti elágazás lett volna; egyesek szerint a fejlesztések E. H. Harriman, a vasúttársaság elnökének halála miatt nem valósultak meg. A Stephen J. Harrison által alapított Benton Land Company feladata a település fejlesztése volt.
1912-ben Benton City földterületet ajánlott a törvényszék számára azért, hogy a megyeszékhelyi rangot Prossertől elnyerhesse. A rangot Kennewick is magáénak akarta tudni; tisztségviselői azzal vádolták Prosser városát, hogy ők indították a szavazáson Benton Cityt azért, hogy megossza a szavazatokat (a megyeszékhely megváltoztatásához 60%-os többség kellett; Benton City ívét többségében prosseriek írták alá). A szavazatok többségét Kennewick kapta, azonban az 55%-os arány nem volt elég a székhely módosításához. A szenátus határozata alapján 1920-ig nem lehetett újra voksolni. 1922-ben Stephen J. Harrison és L. L. Todd maguk is területet ajánlottak a törvényszék számára. A novemberi választás előtti éjszakán két 21 év alatti fiatal a területre vitt egy kerti toalettet, amelyen a „megyei törvényszék jövője” feliratot helyezték el.
A második világháború során a népesség lecsökkent, mivel a férfiak a háborúban vettek részt. A hanfordi nukleáris komplexum megépítésében hatvanezren vettek részt; egy részük Benton Cityben élt. A településtől északra börtöntábor nyílt, ahol 200–300 elítélt foglalkozott cseresznye és spárga termesztésével.
Benton City lakói az 1945 júniusi voksoláson 76–32 arányban a várossá alakulás mellett döntöttek. Az első polgármester Oscar Hanson borbély lett.
1986-ban az energiaügyi minisztérium megállapította, hogy a hanfordi nukleáris komplexum miatt a talaj plutóniummal szennyezett, amely miatt 2005-ben többen is pert indítottak a kormányzat ellen.
A 21. század elején a régióban több borászatot is alapítottak. 2008-ban a vízellátás javítását célzó projekt keretében megnövekedett a lazacok száma.

## Éghajlat
Kontinentális éghajlat jellemzi a várost, a legalacsonyabb hőmérséklet -29 °C, a legmagasabb 45 °C volt.

## Népesség
A település népességének változása:
| Lakosok száma | 863  | 1210 | 1070 | 1980 | 1806 | 2624 | 3038 | 3479 |
|               | 1950 | 1960 | 1970 | 1980 | 1990 | 2000 | 2010 | 2020 |

2010-ben a lakosság 78,4%-a fehér, 0,4%-a afroamerikai, 1,1%-a indián, 0,3%-a ázsiai, 0,1%-a csendes-óceániai, 16,3%-a egyéb rasszhoz tartozó volt. A népesség 3,2%-a tartozik kettő vagy több rasszhoz. A lakosság 28,5%-a spanyolajkú.A népsűrűség 476,8 km/fő volt.

## Nevezetes személy
- James Otto, countryzenész[3]